# Francesca Lollobrigida
Francesca Lollobrigida (* 7. Februar 1991 in Frascati) ist eine italienische Inline-Speedskaterin und Eisschnellläuferin. Zwischen 2012 und 2019 wurde sie 15-fache Weltmeisterin auf Rollschuhen. Bei den Olympischen Winterspielen 2022 gewann sie im Eisschnelllauf die Silbermedaille über 3000 Meter und die Bronzemedaille im Massenstart.

## Werdegang

### Anfänge und Erfolge im Inline-Skating
Francesca Lollobrigida wurde in Frascati geboren und wuchs in Rom auf. Über ihren Vater Maurizio, der selbst aktiver Inlineskater war, kam sie in früher Kindheit zum Rollschuhlaufen. Nach den Olympischen Winterspielen 2006 in Turin fing sie im Alter von 15 Jahren zusätzlich mit Eisschnelllauf an. Während Lollobrigidas Schulzeit fuhr ihr Vater sie zum Eislauftraining am Wochenende regelmäßig in das norditalienische, mehrere hundert Kilometer von Rom entfernte Baselga di Piné. Das Rollschuhlaufen trainierte sie in ihrer Heimatstadt, zum Teil lief sie in verkehrsarmen Zeiten in Begleitung ihres Vaters hinter Autos in den Straßen Roms her.
Ihre ersten internationalen Erfolge feierte Lollobrigida im Inline-Speedskating: 2007 wurde sie im kolumbianischen Cali Junioren-Weltmeisterin im Marathon und gewann vier weitere Silbermedaillen. Wegen einer Pfeiffer-Drüsenfieber-Erkrankung verpasste sie von 2008 bis 2011 mehrere Wettkämpfe. Im Rahmen der Erwachsenen-WM 2011 in Yeosu verletzte sich Lollobrigida an der Schulter und wurde in den folgenden Monaten dreimal operiert. 2012 errang sie bei der WM in Ascoli Piceno und San Benedetto del Tronto ihre ersten beiden Inline-Speedskating-Weltmeistertitel im Punkterennen auf der Straße sowie im Punkte-Ausscheidungsrennen auf der Bahn. Insgesamt wurde sie bis 2019 auf Rollschuhen 15-fache Weltmeisterin und gewann 34 WM-Medaillen. Ihre besondere Stärke lag dabei auf den längeren Strecken von 10.000 Meter bis zum Marathon. Weitere Erfolge feierte Lollobrigida mit dem Gesamtsieg im World-Inline-Cup 2014 sowie 30 Inline-Speedskating-Europameistertiteln in den 2010er-Jahren.

### Erfolge im Eisschnelllauf
Schon im Februar 2008 debütierte Lollobrigida – zu diesem Zeitpunkt italienische Juniorenmeisterin ihrer Altersklasse im Mehrkampf – in der Division B des Eisschnelllauf-Weltcups. Ab dem Winter 2012/13 trat sie regelmäßig in der höchsten Wettkampfserie der Eislaufdisziplin an und erreichte ihre besten Ergebnisse im erst wenige Jahre zuvor eingeführten Massenstart: Im Februar 2013 belegte sie in Inzell einen zweiten Rang hinter der Südkoreanerin Kim Bo-reum. Etwa ein Jahr später gewann sie im Thialf in Heerenveen das Rennen vor Irene Schouten und Ivanie Blondin. Gleichzeitig entschied sie damit auch den Massenstart-Disziplinenweltcup des Winters 2013/14 für sich. Lollobrigida etablierte sich in den folgenden Jahren in der internationalen Eisschnelllauf-Spitze. Zunächst fuhr sie vor allem im Massenstart kontinuierlich Top-10-Resultate im Weltcup ein, ab den späten 2010er-Jahren gelangen ihr diese Erfolge auch im klassischen paarweisen Lauf auf den Mittel- und Langstrecken (1500 m, 3000 m und 5000 m). Auf nationaler Ebene holte sie auf verschiedenen Distanzen und in Mehrkämpfen zwischen 2011 und 2022 insgesamt 26 italienische Meistertitel. Mit einer Zeit von 7:14:03 Minuten verbesserte sie im November 2013 den 15 Jahre alten italienischen 5000-Meter-Rekord von Elena Belci-Dal Farra, auch über 1500 Meter und 3000 Meter unterbot sie während ihrer Laufbahn mehrmals den bestehenden Landesrekord.
Zum ersten Mal an Olympischen Winterspielen nahm Lollobrigida 2014 in Sotschi teil, wo sie sich unter 28 Starterinnen über 3000 Meter auf dem 23. Platz einreihte. Vier Jahre später in Pyeongchang wurde sie bei der olympischen Premiere des Massenstarts angesichts ihrer Saison-Vorergebnisse – einem Weltcupsieg sowie dem Europameistertitel in dieser Disziplin – als Medaillenanwärterin gehandelt. Sie belegte letztlich den siebten Rang, was sie als große Enttäuschung bezeichnete. Bei ihrer dritten Olympiateilnahme 2022 in Peking gewann Lollobrigida über 3000 Meter die Silbermedaille hinter Irene Schouten sowie am letzten Wettkampftag hinter Schouten und Ivanie Blondin Bronze im Massenstart. Bei der Abschlussfeier war sie italienische Fahnenträgerin.

### Persönliches
Francesca Lollobrigida ist die Großnichte der Schauspielerin Gina Lollobrigida. Gegenüber italienischen Medien sagte sie im Februar 2022, sie habe ihre prominente Großtante nie persönlich kennengelernt. Ihre jüngere Schwester Giulia Lollobrigida war ebenfalls erfolgreiche Inline-Speedskaterin und nahm an Welt- und Europameisterschaften teil. Die beiden Schwestern trainierten gemeinsam unter Anleitung ihres Vaters. Francesca sprach später von Giulia als unentbehrlicher psychologischer Stütze. Im Juli 2021 heiratete Francesca Lollobrigida Matteo Angeletti, Inline-Speedskating-Europameister mit der italienischen Staffel 2015. Das Paar bekam im Mai 2023 einen Sohn.
Lollobrigida ist Athletin der Sportgruppe der italienischen Luftwaffe (Aeronautica Militare). Sie studiert Sportwissenschaft an der römischen Fernuniversität San Raffaele.

## Statistik
Die folgenden Ergebnisse und Bestzeiten beziehen sich jeweils auf Lollobrigidas Eisschnelllauf-Karriere. 

### Olympische Winterspiele
| Olympische Winterspiele | Olympische Winterspiele | 1500 m | 3000 m | 5000 m | Massenstart |
| Jahr                    | Ort                     | 1500 m | 3000 m | 5000 m | Massenstart |
| ----------------------- | ----------------------- | ------ | ------ | ------ | ----------- |
| 2014                    | Sotschi                 | –      | 23.    | –      | –           |
| 2018                    | Pyeongchang             | 10.    | 13.    | –      | 7.          |
| 2022                    | Peking                  | 6.     | 2.     | 4.     | 3.          |

### Weltcupsiege
| Nr. | Datum         | Bahn                       | Ort            | Disziplin   | Zeit        |
| --- | ------------- | -------------------------- | -------------- | ----------- | ----------- |
| 1.  | 14. März 2014 | Thialf                     | Heerenveen     | Massenstart | 8:36,52 min |
| 2.  | 9. Dez. 2017  | Utah Olympic Oval          | Salt Lake City | Massenstart | 8:53,49 min |
| 3.  | 10. Dez. 2021 | Olympic Oval               | Calgary        | 3000 Meter  | 3:54,43 min |
| 4.  | 12. Dez. 2021 | Olympic Oval               | Calgary        | Massenstart | 8:29,51 min |
| 5.  | 31. Jan. 2025 | Pettit National Ice Center | Milwaukee      | 3000 Meter  | 3:54,73 min |

### Persönliche Bestzeiten
Stand: 24. Januar 2025
| Distanz | Zeit        | Datum             | Ort            |
| ------- | ----------- | ----------------- | -------------- |
| 500 m   | 39,06 s     | 3. März 2019      | Calgary        |
| 1000 m  | 1:15,94 min | 23. Februar 2019  | Calgary        |
| 1500 m  | 1:52,23 min | 5. Dezember 2021  | Salt Lake City |
| 3000 m  | 3:54,43 min | 10. Dezember 2021 | Calgary        |
| 5000 m  | 6:51,07 min | 24. Januar 2025   | Calgary        |